# Diaparsis improvisator
Diaparsis improvisator är en stekelart som beskrevs av Andrey Ivanovich Khalaim 2005. Diaparsis improvisator ingår i släktet Diaparsis och familjen brokparasitsteklar. Inga underarter finns listade i Catalogue of Life.